# Stefanie Melbeck
Stefanie Melbeck, née le 16 avril 1977 à Hambourg, est une ancienne handballeuse allemande.
Elle a évolué l'essentiel de sa carrière au Buxtehuder SV, entrecoupée de deux expériences au Danemark au Randers HK pendant 2 saisons et au KIF Kolding-Vejen entre 2007 et 2010. Elle a fait ses débuts avec l'équipe nationale d'Allemagne en 1998 et en a été pendant plusieurs années l'une des cadres, jouant notamment un rôle primordial au sein de la défense. Elle a inscrit plus de 400 buts avec l'équipe nationale. Joueuse polyvalente, elle peut évoluer aussi bien au poste d'arrière droite - ce qui est le cas avec son club - qu'à celui d'ailière droite - son poste de prédilection avec l'équipe allemande.

## En club
compétitions internationales
- vainqueur de la coupe Challenge en 2010 (avec Buxtehuder SV)
- finaliste de la coupe Challenge 2000 (avec Randers HK) et 2002 (avec Buxtehuder SV)

compétitions nationales
- vainqueur de la coupe d'Allemagne en 2015 (avec Buxtehuder SV)
- finaliste de la coupe d'Allemagne en 2007 (avec Buxtehuder SV)
- finaliste de la coupe du Danemark en 2008 (avec KIF Vejen)
- deuxième du championnat d'Allemagne en 2003, 2011 et 2012 (avec Buxtehuder SV)

### En équipe nationale
Jeux olympiques
- 11e place aux Jeux olympiques de 2008

championnats d'Europe
- 11e place du championnat d'Europe 2002
- 5e place du championnat d'Europe 2004
- 4e place du championnat d'Europe 2006
- 4e place du championnat d'Europe 2008

championnats du monde
- troisième au championnat du monde 2007
- 12e place au championnat du monde 2003
- 6e place au championnat du monde 2005